# Kuu Architects
Kuu Architectsは、アトリエ系建築設計事務所。佐伯聡子とシンガポール人タンK.M（Kok-Meng Tan）による主宰で東京事務所と上海事務所にて都市、建築、内装、家具等の設計を行っている。

## 沿革
2003年　佐伯聡子がKUUとして活動開始。2006年　KUU庫優建築設計有限公司を上海で共同設立。2013年　KUU建築設計事務所を東京で共同設立。

## 主な作品
- マイナスKハウス[6][7][8]
- Niine Apartment Building
- Muraste Cottage [9][10]
- Koda Estonia Pavilion [11][12]
- サウザンアイランドバスハウス（Qian Dao Hu、中国、2018）
- ふうタウン倉庫事務所（上海、中国、2014）
- ティーバレー17（安吉、中国、2013年）
- オスマンサススパ（2013年上海）
- Super Sense Spa[13]
- サウザンアイランドハット（Qian Dao Hu、中国、2013年）
- サテバイザベイ（シンガポール、2012）
- 千島湖ホテル[14][15]
- ファミリアハウス[16][17]
- 谷中にある家[16][17]
- ガーデンフードパビリオン/ SATAY BY THE BAY
- 佐伯＋タン邸（東京都文京区）[18]

## 受賞
2011年新建築賞（吉岡賞）受賞。 2013年シンガポールプレジデンツデザインアワード受賞。 